# Home (The Gathering)
Home is een studioalbum van de Nederlandse rockband The Gathering, uitgebracht in 2006.
Dit album is opgenomen in de La Divina-kerk te Maurik, die voor deze gelegenheid omgebouwd was tot studio en logeervertrek.

## Nummers
1. Shortest Day
2. In Between
3. Alone
4. Waking Hour
5. Fatigue
6. A Noise Severe
7. Forgotten
8. Solace
9. Your Troubles Are Over
10. Box
11. The Quiet One
12. Home
13. Forgotten Reprise

## Bezetting
- Anneke van Giersbergen
- René Rutten
- Frank Boeijen
- Hans Rutten
- Marjolein Kooijman